# グローブワールド
グローブワールドとは、『スポンジ・ボブ』に登場する遊園地である。
パトリックのテレビの緊急ニュースで放送していたグロービー・グローブ (Glovey Glove)というマスコットキャラクターのいる遊園地で、中には炎のげんこつコースターやミトン列車などのアトラクションがある。

## アトラクション

### 炎のげんこつコースター
炎のげんこつコースター (英：Fiery Fist O' Pain)とは、スポンジ・ボブの86話「ジェットコースターは怖いよ」に出てきたアトラクションである。どこよりも巨大で早く、そして乗った者は皆、背骨が抜けてしまうという、とっても痛いジェットコースターである。

### ミトン列車
グローブワールドにある赤ちゃん用のアトラクション。スポンジボブとパトリックはこの乗り物が大好きだった。　スポンジ・ボブとパトリックはヒステリーを3回起こし、同乗していた赤ちゃんに「うるちゃい!!」と怒られた。

### 手袋トンネル
手袋トンネル(英:Tunnel of Glove )とはグローブワールドの乗り物である。
スポンジ・ボブとパールは、ハートの装飾がギアを詰まらせた後、グローブトンネルに閉じ込められた。 その後、パトリックが誤って「スーパーデンジャラスファストモード（英:Super Dangerous Fast Mode）」のレバーに座ったため、ライド内のカートが速い速度で後退した。 その後、彼は乗り物の内側の川をカートを前方に叩きつけたため乗車は最終的に爆発した。

### 観覧車
遊園地の正面にある側面が紫の金属製の観覧車で、6つのカートのグローブシートを収納できる。

### バレンタインデーのアトラクション
スポンジ・ボブの第16話「バレンタイン・デー」に出てきたアトラクションである。
グローブユニバースにも新しいバレンタインデーの乗り物がある。

### その他のアトラクション
- Hall of Mirrorsは、誰もが非現実的でユーモラスに見えるように奇抜な鏡[2]。
- グローブキャッスル　グローブレイクの前にある城[2]
- グローブレイクは、グローブワールドの真ん中にある噴水である[2]。

## グロービーグローブ
グロービー・グローブ (Glovey Glove)とはグローブワールドのマスコットキャラクターである。
パトリックはグロービー・グローブのことを怖がっているが、シーズン8の「さよなら遊園地」ではグロービーの衣装を着たがっていた一面もある。

## グローブユニバース
「さよなら遊園地」で出てきた新しい遊園地である。一方本家グローブワールドは「グローブユニバース (Glove Universe)」がオープンしたため閉鎖した。
その後ビキニタウン最大のテーマパークとなった。